# Bandicota
A Bandicota az emlősök (Mammalia) osztályának a rágcsálók (Rodentia) rendjébe, ezen belül az egérfélék (Muridae) családjába tartozó nem.

## Rendszerezés
A nembe az alábbi 3 faj tartozik:
- bengál bandikutpatkány (Bandicota bengalensis) Gray, 1835
- indiai bandikutpatkány (Bandicota indica) Bechstein, 1800 - típusfaj
- Bandicota savilei Thomas, 1916